# 소영예
소영예(蕭令嫕, ? ~ ?)는 중국 남북조 시대 양나라의 황족이다. 소순지와 장상유 사이에서 태어난 맏딸이다. 남편은 왕림(王琳)이다.

## 생애
동복남매인 소연이 양나라를 건국하고, 소영예를 의흥장공주(義興長公主)로 봉했다. 죽은 뒤 의흥소장공주(義興昭長公主)로 추시되었다.

## 가족
- 아버지 : 소순지
- 어머니 : 장상유

남동생
- 첫째 소의
- 둘째 소부
- 셋째 소연
- 넷째 소창
- 다섯째 소융
- 여섯째 소굉
- 일곱째 소위
- 여덟째 소수
- 열째 소회
- 열한째 소담

여동생

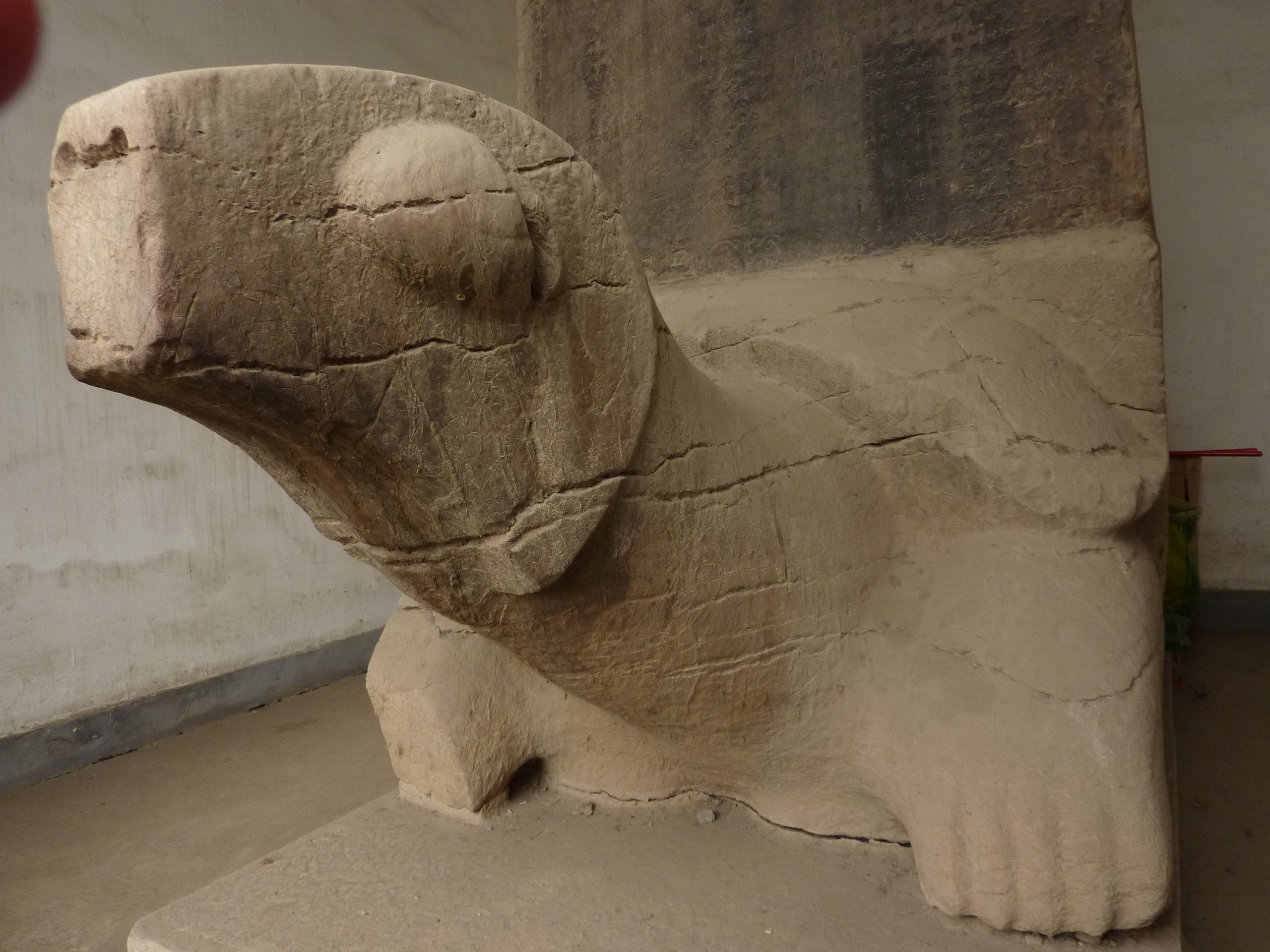
소담의 묘에 있는 석각(石刻)

- 둘째 소씨(蕭氏) - 신안목공주(新安穆公主), 양 무제가 즉위하기 전에 죽었다.
- 셋째 소씨 - 여요공주(余姚公主), 양 무제가 즉위하기 전에 죽었다.